# والتر ستيفنسون
والتر ستيفنسون (بالإنجليزية: Walter Stephenson)‏ هو لاعب كرة قاعدة أمريكي، ولد في 27 مارس 1911 في سالودا في الولايات المتحدة، وتوفي في 4 يوليو 1993 في شريفبورت في الولايات المتحدة.

## وصلات خارجية
- والتر ستيفنسون على موقعبيزبول رفرنس.كوم (الدوري الرئيسي) (الإنجليزية)